# Wasgo
Wasgo – mityczne zwierzę, przez Haidów jest nazywane „wilkiem morskim”. Zamieszkiwać miał kanadyjskie wybrzeże Pacyfiku. Miał mieć zdolność do zmiany wyglądu pomiędzy wilkiem a orką.